# Eyonas
Eyonas (en griego, Ηιόνες) es el nombre de una antigua ciudad griega de Argólide, que fue mencionada por Homero en el Catálogo de las naves de la Ilíada.
Se trata de una de las ciudades —junto con Hermione y Ásine— que, según la mitología griega, fueron fundadas con el apoyo de Euristeo en el Peloponeso por los dríopes cuando fueron expulsados del monte Eta por Heracles y los melieos.
Según Estrabón, fue despoblada por los habitantes de Micenas y la convirtieron en una base naval, pero después debió ser abandonada y en su época ya no quedaban restos ni siquiera de la base naval.
Se desconoce el sitio exacto donde estaba situada, aunque se ha sugerido que podrían identificarse con unos restos situados al este de la población de Toló.